# Berlin Zoo
Berlin Zoo eller Zoologischer Garten Berlin er med sine 35 hektar en af Tysklands største zoologiske haver, og er, med ca. 20.219 dyr fordelt på 1.373 arter (2017), verdens artsrigeste zoo. I bygningerne, som er opført i eksotisk stil, og i de naturalistiske udendørs anlæg kan man se sjældne dyr som gorillaer og kiwier. Der er også et stort akvarium med tre etager med tropiske fisk, hajer og krokodiller.
Berlin Zoo blev oprindelig anlagt i 1844. Under 2. verdenskrig blev haven voldsomt beskadiget – ud af 3.715 dyr overlevede kun 91 – men er i dag vokset til at høre til blandt verdens største zoologiske haver.
Zoologischer Garten ligger i det sydvestlige hjørne af Großer Tiergarten. Haven har desuden et samarbejde med en legetøjsfabrikant, der laver dyrefigurer til børn.
Hovedatraktionen var i en periode isbjørneungen Knut. Knut blev verdensberømt, da hans tvilling døde ved fødslen, og moderen derefter afviste at amme ham. Knut blev herefter opfostret af dyrepasser Thomas Dörflein, der døde af en blodprop den 22. september 2008, 44 år gammel. Knut vejede ved udgangen af juni 2007 35 kg, og ved starten af 2008 108 kg.
Desværre døde Knut allerede 19. marts 2011. Isbjørnen havde fået en hjernesygdom, der var årsag til, at han faldt om og faldt i isbjørnengrottens bassin – og druknede. Isbjørne lever normalt 15-20 år i fangenskab, og der var derfor mange rygter fremme om blandt andet forgiftning, men obduktionen viste altså, at det var en simpel drukneulykke.
- Berlin Zoo, Knut 24.03.2007
- Billetsalget i Hardemberger Tor
- Akvariet